# KkStB 102
| ÖNWB XIIa,b,c / kkStB 102 / ČSD 254.1 | ÖNWB XIIa,b,c / kkStB 102 / ČSD 254.1                                                          | ÖNWB XIIa,b,c / kkStB 102 / ČSD 254.1                                                          | ÖNWB XIIa,b,c / kkStB 102 / ČSD 254.1                                                          | ÖNWB XIIa,b,c / kkStB 102 / ČSD 254.1                                                          |
| ------------------------------------- | ---------------------------------------------------------------------------------------------- | ---------------------------------------------------------------------------------------------- | ---------------------------------------------------------------------------------------------- | ---------------------------------------------------------------------------------------------- |
| ÖNWB XIIa No. 63 spätere kkStB 102.03 |                                                                                                |                                                                                                |                                                                                                |                                                                                                |
| Technische Daten                      |                                                                                                |                                                                                                |                                                                                                |                                                                                                |
| Nummerierung:                         | ÖNWB XIIa 661–666 ÖNWB XIIb 676–680 ÖNWB XIIc 667–674, 681–685 kkStB 102.01–24 ČSD 254.101–113 | ÖNWB XIIa 661–666 ÖNWB XIIb 676–680 ÖNWB XIIc 667–674, 681–685 kkStB 102.01–24 ČSD 254.101–113 | ÖNWB XIIa 661–666 ÖNWB XIIb 676–680 ÖNWB XIIc 667–674, 681–685 kkStB 102.01–24 ČSD 254.101–113 | ÖNWB XIIa 661–666 ÖNWB XIIb 676–680 ÖNWB XIIc 667–674, 681–685 kkStB 102.01–24 ČSD 254.101–113 |
| Anzahl:                               | ÖNWB XIIa: 6 ÖNWB XIIb: 5 ÖNWB XIIc: 13 kkStB: 24 (von ÖNWB) ČSD: 24 (von kkStB)               | ÖNWB XIIa: 6 ÖNWB XIIb: 5 ÖNWB XIIc: 13 kkStB: 24 (von ÖNWB) ČSD: 24 (von kkStB)               | ÖNWB XIIa: 6 ÖNWB XIIb: 5 ÖNWB XIIc: 13 kkStB: 24 (von ÖNWB) ČSD: 24 (von kkStB)               | ÖNWB XIIa: 6 ÖNWB XIIb: 5 ÖNWB XIIc: 13 kkStB: 24 (von ÖNWB) ČSD: 24 (von kkStB)               |
| Hersteller:                           | Floridsdorf                                                                                    | Floridsdorf                                                                                    | Floridsdorf                                                                                    | Floridsdorf                                                                                    |
|                                       | XIIa                                                                                           | XIIb                                                                                           | XIIc                                                                                           | XIIc (667–672)                                                                                 |
| Baujahr(e):                           | 1891                                                                                           | 1892                                                                                           | 1896                                                                                           | 1895                                                                                           |
| Ausmusterung:                         | ČSD: bis 1933                                                                                  | ČSD: bis 1933                                                                                  | ČSD: bis 1933                                                                                  | ČSD: bis 1933                                                                                  |
| Achsformel:                           | 2'B n2                                                                                         | 2'B n2                                                                                         | 2'B n2                                                                                         | 2'B n2                                                                                         |
| Spurweite:                            | 1.435 mm                                                                                       | 1.435 mm                                                                                       | 1.435 mm                                                                                       | 1.435 mm                                                                                       |
| Zylinderdurchmesser:                  | 450 mm                                                                                         | 435 mm                                                                                         | 450 mm                                                                                         | 450 mm                                                                                         |
| Kolbenhub:                            | 632 mm                                                                                         | 632 mm                                                                                         | 632 mm                                                                                         | 632 mm                                                                                         |
| Treibraddurchmesser:                  | 1750 mm                                                                                        | 1750 mm                                                                                        | 1750 mm                                                                                        | 1750 mm                                                                                        |
| Laufraddurchmesser:                   | 989 mm                                                                                         | 989 mm                                                                                         | 989 mm                                                                                         | 989 mm                                                                                         |
| Fester Radstand:                      | 2200 mm                                                                                        | 2200 mm                                                                                        | 2200 mm                                                                                        | 2200 mm                                                                                        |
| Gesamtradstand:                       | 5900 mm                                                                                        | 5900 mm                                                                                        | 5900 mm                                                                                        | 5900 mm                                                                                        |
| Gesamtradstand mit Tender:            | 11385 mm                                                                                       | 11385 mm                                                                                       | 11385 mm                                                                                       | 11385 mm                                                                                       |
| Rohrheizfläche:                       | 132,1 m²                                                                                       | 130,8 m²                                                                                       | 130,8 m²                                                                                       | 129,6 m²                                                                                       |
| Strahlungsheizfläche:                 | 9,0 m²                                                                                         | 9,0 m²                                                                                         | 9,0 m²                                                                                         | 9,0 m²                                                                                         |
| Rostfläche:                           | 2,30 m²                                                                                        | 2,30 m²                                                                                        | 2,30 m²                                                                                        | 2,30 m²                                                                                        |
| Kesselüberdruck:                      | 12,0 atm                                                                                       | 12,0 atm                                                                                       | 12,0 atm                                                                                       | 12,0 atm                                                                                       |
| Leermasse:                            | 43,00 t                                                                                        | 43,00 t                                                                                        | 43,00 t                                                                                        | 43,00 t                                                                                        |
| Reibungsmasse:                        | 28,00 t                                                                                        | 28,00 t                                                                                        | 28,00 t                                                                                        | 28,00 t                                                                                        |
| Dienstmasse:                          | 48,00 t                                                                                        | 48,00 t                                                                                        | 48,00 t                                                                                        | 48,00 t                                                                                        |
| Tender:                               | 29                                                                                             | 29                                                                                             | 29                                                                                             | 29                                                                                             |
| Dienstmasse mit Tender:               | 80,70 t                                                                                        | 80,70 t                                                                                        | 80,70 t                                                                                        | 80,70 t                                                                                        |
| Wasser:                               | 12,0 m³                                                                                        | 12,0 m³                                                                                        | 12,0 m³                                                                                        | 12,0 m³                                                                                        |
| Brennstoff:                           | 6,4 m³                                                                                         | 6,4 m³                                                                                         | 6,4 m³                                                                                         | 6,4 m³                                                                                         |
| Länge:                                | 8,684 m                                                                                        | 8,684 m                                                                                        | 8,684 m                                                                                        | 8,684 m                                                                                        |
| Länge mit Tender:                     | 14,495 m                                                                                       | 14,495 m                                                                                       | 14,495 m                                                                                       | 14,495 m                                                                                       |
| Höhe:                                 | 4,570 m                                                                                        | 4,570 m                                                                                        | 4,570 m                                                                                        | 4,570 m                                                                                        |
| Höchstgeschwindigkeit:                | 80 km/h                                                                                        | 80 km/h                                                                                        | 80 km/h                                                                                        | 80 km/h                                                                                        |

Die Dampflokomotivreihe kkStB 102 waren Personenzug-Lokomotiven der k.k. österreichischen Staatsbahnen (kkStB), die ursprünglich von der Österreichischen Nordwestbahn (ÖNWB) stammten.

## Geschichte
Als Ende der 1880er Jahre die schwerer gewordenen Schnellzüge stärkere Lokomotiven erforderlich machten, lieferte die Lokomotivfabrik Floridsdorf 1891 sechs Schnellzuglokomotiven der Bauart 2B, die bei der ÖNWB als Reihe XIIa bezeichnet wurden. 1892 folgte eine Lieferung von fünf Stück für die SNDVB, die als Reihe XIIb eingeordnet wurden. 1895 folgten sechs Maschinen als Reihe XIIc für das Ergänzungsnetz und 1896 sieben Stück, davon zwei für die ÖNWB und fünf für die SNDVB.
Die Lokomotiven dieser Reihen waren ähnlich der Reihe 17c der Südbahn, hatten aber größere Kessel und kleineren Radstand. Eine gegenüber der Reihe Ia–c höhere Kessellage gestattete den Einbau einer unterstützten Feuerbox.
Die Verwendung dieser Reihen verkürzte die Fahrzeit zwischen Wien und Tetschen um fast eine halbe Stunde. Später führten die Maschinen dieser Reihen Personenzüge Wien–Znaim, Prag–Nimburg und Groß-Wossek–Tetschen.
Nach der Verstaatlichung erhielten die Lokomotiven bei der kkStB die Reihenbezeichnung 102, zeitweise waren sie auch auf der Wiener Stadtbahn im Einsatz.
Nach dem Ersten Weltkrieg kamen alle Maschinen zur ČSD, die aber nur mehr 13 Stück als Reihe 254.1 einordnete und bis 1933 ausmusterte.